# (687170) 2011 QF99
Der Asteroid (687170) 2011 QF99 ist der erste bekannte Trojaner des Planeten Uranus. Die Entdeckung sorgte in Fachkreisen für Überraschung, da man bisher annahm, es könnten wegen des gravitativen Einflusses von Jupiter und Neptun keine Uranus-Trojaner existieren. Die Bahn ist allerdings nicht unbegrenzte Zeit stabil.

## Entdeckung und Benennung
(687170) 2011 QF99 wurde am 24. Oktober 2011, zwei Monate nach der ersten Aufnahme des Asteroiden, im Rahmen einer größeren Himmelsdurchmusterung zur Auffindung Transneptunischer Objekte und weiterer Neptun-Trojaner von einem kanadisch-französischen Astronomenteam um Mike Alexandersen, Sarah Greenstreet und Brett Gladman (UBC), John J. Kavelaars und Stephen D. J. Gwyn (NRCC) sowie Jean-Marc Petit (Observatoire de Besançon) mit dem Canada-France-Hawaii Telescope auf dem Mauna Kea auf Hawaii entdeckt. Die erste Aufnahme des Asteroiden stammt vom 29. August 2011, während die Entdeckung am 22. März 2013 bekannt gegeben wurde. Die Bewegung des Asteroiden wurde durch 3 Aufnahmen mit 5-minütigen Belichtungszeiten erfasst.

## Bahneigenschaften
(687170) 2011 QF99 umkreist die Sonne auf einer prograden, elliptischen Umlaufbahn zwischen 2.353.023.800 km (15,729 AE) und 3.371.288.200 km (22,536 AE) Abstand zu deren Zentrum. Die Bahnexzentrizität beträgt 0,178, die Bahn ist 10,806° gegenüber der Ekliptik geneigt. Er bewegt sich innerhalb von 10° bis 170° der Uranusbahn, ohne dem Planeten dabei zu nahe zu kommen.
Die Umlaufzeit von (687170) 2011 QF99 beträgt 83,69 Jahre.
(687170) 2011 QF99 befindet sich gegenwärtig auf dem Lagrange-Punkt L4 des Sonne-Uranus-Systems. Auf dieser Position läuft er dem Uranus um 60° voraus. Dieses System formt ein Dreieck, dessen Seitenlängen zur Sonne hin gegenwärtig 2,8 Milliarden Kilometer und zwischen Uranus und (687170) 2011 QF99 3 Millionen Kilometer lang sind. Man nimmt an, dass er ein ehemaliger Zentaur ist, der vor mindestens 700.000 Jahren, also vor – astronomisch gesehen – relativ kurzer Zeit von Uranus eingefangen und auf die heutige Trojaner-Bahn gezwungen wurde. Der Asteroid wird für mindestens weitere 70.000 Jahre um den L4-Punkt oszillieren und noch während mindestens einer weiteren Million Jahren noch eine koorbitale Umlaufbahn mit Uranus teilen. In dieser Zeit sind 3 Szenarien denkbar: Es ist möglich, dass (687170) 2011 QF99 während dieser Zeit auf den L5-Punkt wechseln wird und damit ein Uranus-Trojaner bleiben wird. Die beiden anderen Varianten sehen eine Hufeisen- oder eine Quasisatellitenbahn vor, bevor (687170) 2011 QF99 schließlich erneut zum Zentauren wird.
Bei Uranus-Trojanern werden allgemein Bahninstabilitäten erwartet und von keinem von ihnen wird – im Unterschied zu den meisten bekannten Jupiter-Trojaner, deren Bahnen über Milliarden von Jahren stabil sind – von einem primodialen Ursprung ausgegangen. Stabile Trojaner sind in begrenzten Bereichen der beiden Lagrange-Punkte des Uranus möglich, doch ist (687170) 2011 QF99 nicht in der stabilen Region des führenden L4-Punktes.
Einer Computersimulations-Studie zufolge sind zu jeder Zeit 0,4 % der zerstreuten Population der Zentauren innerhalb von 6 bis 34 Astronomischen Einheiten (Also der Haupteinflussbereich der drei Gasplaneten Saturn, Uranus und Neptun) Koorbitale Objekte des Uranus. Von diesen wiederum sollen 64 % Hufeisenumlaufbahnen beschreiben, 10 % sollen Quasisatelliten und 26 % Uranus-Trojaner sein, gleichmäßig verteilt auf die L4- und L5-Punkte des Sonne-Uranus-Systems.
Die Studie geht zudem von 2,8 % der Zentauren für die Neptun-Koorbitalen aus. Dies ergibt einen Wert von 3,2 % Zentauren-Trojaner für beide Eisriesen.

## Physikalische Eigenschaften
Der Durchmesser von (687170) 2011 QF99 wird auf etwa 60 Kilometer geschätzt, ausgehend von einer angenommenen Albedo von 0,05. Er ähnelt vermutlich der Gestalt eines Asteroiden, kann aber möglicherweise von der Zusammensetzung her auch eher einem Kometen gleichen. Die Scheinbare Helligkeit des Asteroiden beträgt 22,6 mag. Es existieren bislang noch keine spektralen Informationen.

## Erforschung
Nach seiner Entdeckung 2011 ließ sich (687170) 2011 QF99 auf älteren Aufnahmen zurück bis zum 2. November 2008 auffinden und so seine Umlaufbahn berechnen. Die bisher letzte dokumentierte Beobachtung des Asteroiden erfolgte am 18. Dezember 2018. Er wurde insgesamt 84 Mal beobachtet, was einem Beobachtungsbogen von 3698 Tagen entspricht (Stand August 2019).